# Nicolás Rodríguez Charquero
Nicolás Alejandro Rodríguez Charquero (Montevideo, 22 de julio de 1991) es un futbolista uruguayo. Juega de lateral derecho y su equipo actual es el Club Nacional de Football de la Primera División de Uruguay.

## Trayectoria
Debutó como profesional el 14 de agosto de 2011, el entrenador Daniel Carreño lo hizo ingresar al minuto 65 para enfrentar a Danubio y perdieron 1-0 en Jardines.
En su primera temporada como profesional jugó 3 partidos y su equipo finalizó el año en octavo lugar, por lo que no lograron clasificar a copas internacionales.
Para la temporada siguiente fue cedido a Cerro Largo para tener más minutos. Defendió su nuevo equipo en 23 oportunidades. Tras su préstamo quedó libre de Wanderers y fue fichado por ASC Corona Brașov para jugar en Europa.

## Selección nacional
Rodríguez ha sido parte de la selección de Uruguay en la categoría sub-20.
Fue convocado por Juan Verzeri para disputar un torneo amistoso en Paraguay. Debutó con la Celeste el 25 de julio de 2010, enfrentaron a México, convirtió un gol y ganaron 2-1. Luego jugaron contra Argentina pero no tuvo minutos en lo que fue la derrota 0-1. Por último disputaron el tercer puesto contra Paraguay, fue titular y perdieron 2-1 frente a Paraguay.
Estuvo durante varios partidos amistosos de preparación durante 2010 y fue confirmado en el plantel para jugar el Campeonato Sudamericano Sub-20 de 2011. Estuvo presente en 3 partidos y lograron la medalla de plata. Además clasificaron al Mundial de la categoría y a los Juegos Olímpicos.
Volvió a ser convocado para jugar un amistoso contra Arabia Saudita el 4 de julio de 2011, empataron 1-1 y fue la última vez que defendió a Uruguay, ya que fue desafectado del plantel de cara a la Copa Mundial Sub-20.

## Estadísticas
Actualizado al último partido citado el 6 de julio de 2025.
| Club                             | Div.          | Temporada     | Liga  | Liga  | Liga   | Copas nacionales | Copas nacionales | Copas nacionales | Copas internacionales | Copas internacionales | Copas internacionales | Total | Total | Total  |
| Club                             | Div.          | Temporada     | Part. | Goles | Asist. | Part.            | Goles            | Asist.           | Part.                 | Goles                 | Asist.                | Part. | Goles | Asist. |
| -------------------------------- | ------------- | ------------- | ----- | ----- | ------ | ---------------- | ---------------- | ---------------- | --------------------- | --------------------- | --------------------- | ----- | ----- | ------ |
| Mdeo. Wanderers F. C. · Uruguay  | 1.ª           | 2011-12       | 3     | 0     | 0      | -                | -                | -                | -                     | -                     | -                     | 3     | 0     | 0      |
| Mdeo. Wanderers F. C. · Uruguay  | Total club    | Total club    | 3     | 0     | 0      | 0                | 0                | 0                | 0                     | 0                     | 0                     | 3     | 0     | 0      |
| Cerro Largo F. C. · Uruguay      | 1.ª           | 2012-13       | 23    | 0     | 1      | -                | -                | -                | 0                     | 0                     | 0                     | 23    | 0     | 1      |
| Cerro Largo F. C. · Uruguay      | Total club    | Total club    | 23    | 0     | 1      | 0                | 0                | 0                | 0                     | 0                     | 0                     | 23    | 0     | 1      |
| C. S. M Corona Brașov · Rumania  | 1.ª           | 2013-14       | 1     | 0     | 0      | 2                | 0                | 1                | -                     | -                     | -                     | 3     | 0     | 1      |
| C. S. M Corona Brașov · Rumania  | Total club    | Total club    | 1     | 0     | 0      | 2                | 0                | 1                | 0                     | 0                     | 0                     | 3     | 0     | 1      |
| C. A. Rentistas · Uruguay        | 1.ª           | 2014-15       | 20    | 3     | 3      | -                | -                | -                | 1                     | 0                     | 0                     | 21    | 3     | 3      |
| C. A. Rentistas · Uruguay        | 1.ª           | 2015-16       | 8     | 0     | 1      | -                | -                | -                | -                     | -                     | -                     | 8     | 0     | 1      |
| C. A. Rentistas · Uruguay        | Total club    | Total club    | 28    | 3     | 4      | 0                | 0                | 0                | 1                     | 0                     | 0                     | 29    | 3     | 4      |
| C. Plaza Colonia de D. · Uruguay | 1.ª           | 2015-16       | 2     | 0     | 0      | -                | -                | -                | -                     | -                     | -                     | 2     | 0     | 0      |
| C. Plaza Colonia de D. · Uruguay | 1.ª           | 2016          | 11    | 0     | 4      | -                | -                | -                | 1                     | 0                     | 0                     | 12    | 0     | 5      |
| C. Plaza Colonia de D. · Uruguay | Total club    | Total club    | 13    | 0     | 4      | 0                | 0                | 0                | 1                     | 0                     | 0                     | 14    | 0     | 4      |
| C. A. River Plate · Uruguay      | 1.ª           | 2017          | 22    | 1     | 2      | -                | -                | -                | -                     | -                     | -                     | 22    | 1     | 2      |
| C. A. River Plate · Uruguay      | 1.ª           | 2018          | 23    | 6     | 1      | -                | -                | -                | -                     | -                     | -                     | 23    | 6     | 1      |
| C. A. River Plate · Uruguay      | 1.ª           | 2019          | 31    | 2     | 7      | -                | -                | -                | 3                     | 0                     | 1                     | 34    | 2     | 8      |
| C. A. River Plate · Uruguay      | 1.ª           | 2020          | 32    | 3     | 8      | -                | -                | -                | 6                     | 0                     | 5                     | 38    | 3     | 13     |
| C. A. River Plate · Uruguay      | 1.ª           | 2021          | 27    | 1     | 2      | -                | -                | -                | -                     | -                     | -                     | 27    | 1     | 2      |
| C. A. River Plate · Uruguay      | Total club    | Total club    | 135   | 13    | 20     | 0                | 0                | 0                | 9                     | 0                     | 6                     | 144   | 13    | 26     |
| Danubio F. C. · Uruguay          | 1.ª           | 2022          | 36    | 3     | 2      | -                | -                | -                | -                     | -                     | -                     | 36    | 3     | 2      |
| Danubio F. C. · Uruguay          | Total club    | Total club    | 36    | 3     | 2      | 0                | 0                | 0                | 0                     | 0                     | 0                     | 36    | 3     | 2      |
| Defensor Sporting C. · Uruguay   | 1.ª           | 2023          | 37    | 1     | 6      | 4                | 0                | 2                | 1                     | 0                     | 0                     | 42    | 1     | 8      |
| Defensor Sporting C. · Uruguay   | 1.ª           | 2024          | 19    | 0     | 3      | 1                | 0                | 0                | 2                     | 0                     | 2                     | 22    | 0     | 5      |
| Defensor Sporting C. · Uruguay   | Total club    | Total club    | 56    | 1     | 9      | 5                | 0                | 2                | 3                     | 0                     | 2                     | 64    | 1     | 13     |
| C. Nacional de F. · Uruguay      | 1.ª           | 2024          | 13    | 3     | 3      | 5                | 1                | 1                | 2                     | 0                     | 0                     | 20    | 4     | 4      |
| C. Nacional de F. · Uruguay      | 1.ª           | 2025          | 12    | 1     | 0      | 1                | 0                | 0                | 2                     | 0                     | 0                     | 15    | 1     | 0      |
| C. Nacional de F. · Uruguay      | Total club    | Total club    | 25    | 4     | 3      | 6                | 1                | 1                | 4                     | 0                     | 0                     | 35    | 5     | 4      |
| Total carrera                    | Total carrera | Total carrera | 320   | 24    | 43     | 13               | 1                | 4                | 18                    | 0                     | 8                     | 351   | 25    | 55     |
| 1. 2.                            |               |               |       |       |        |                  |                  |                  |                       |                       |                       |       |       |        |

## Palmarés

### Títulos nacionales
| Título             | Club                   | País    | Año  |
| ------------------ | ---------------------- | ------- | ---- |
| Torneo Clausura    | C. Plaza Colonia de D. | Uruguay | 2016 |
| Copa Uruguay       | Defensor Sporting C.   | Uruguay | 2023 |
| Supercopa Uruguaya | C. Nacional de F.      | Uruguay | 2025 |